# C. Pope Caldwell

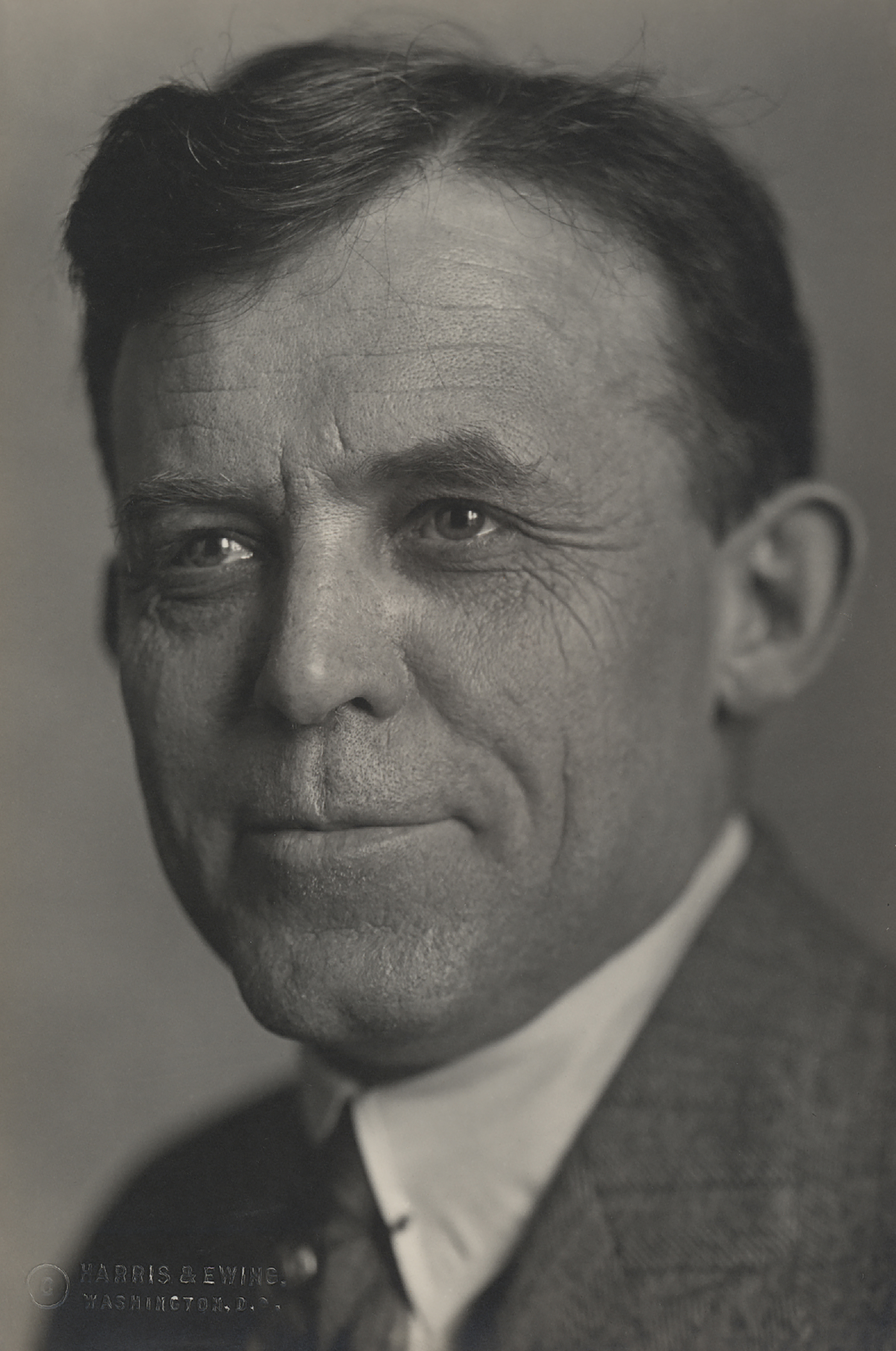
Charles Pope Caldwell

Charles Pope Caldwell (* 18. Juni 1875 bei Bastrop, Texas; † 31. Juli 1940 in Sunnyside, New York) war ein US-amerikanischer Jurist und Politiker. Zwischen 1915 und 1921 vertrat er den Bundesstaat New York im US-Repräsentantenhaus.

## Werdegang
Charles Pope Caldwell wurde ungefähr zehn Jahre nach dem Ende des Bürgerkrieges bei Bastrop geboren. Er besuchte öffentliche Schulen. 1898 graduierte er an der University of Texas School of Law in Austin und 1899 an der Yale Law School. Seine Zulassung als Anwalt erhielt er 1898 in Austin und begann dann nach seinem Umzug nach New York City im Jahr 1900 dort zu praktizieren. Zehn Jahre später ernannte ihn Gouverneur Dix zum Delegierten in der Atlantic Deeper Water Ways Convention. Caldwell nahm 1912 als Delegierter an der Democratic National Convention in Baltimore teil.
Politisch gehörte er der Demokratischen Partei an. Bei den Kongresswahlen des Jahres 1914 wurde Caldwell im zweiten Wahlbezirk von New York in das US-Repräsentantenhaus in Washington, D.C. gewählt, wo er am 4. März 1915 die Nachfolge von Denis O’Leary antrat. Er wurde zwei Mal in Folge wiedergewählt. Da er auf eine vierte Kandidatur im Jahr 1920 verzichtete, schied er nach dem 3. März 1921 aus dem Kongress aus.
Danach nahm er wieder seine Tätigkeit als Anwalt in New York City auf. Am 1. Januar 1926 wurde er zum beisitzenden Richter (associate justice) am Court of Special Sessions von New York City ernannt, eine Stellung, die er bis Dezember 1935 innehatte. Dann praktizierte er in Long Island als Anwalt. Er verstarb am 31. Juli 1940 in Sunnyside. Sein Leichnam wurde eingeäschert und die Asche dann auf seinem Familienanwesen in Bastrop County verstreut.